# Öxabäcks distrikt
Öxabäcks distrikt är ett distrikt i Marks kommun och Västra Götalands län. 
Distriktet ligger sydost om Kinna. 

## Tidigare administrativ tillhörighet
Distriktet inrättades 2016 och utgörs av socknen Öxabäck i Marks kommun.
Området motsvarar den omfattning Öxabäcks församling hade vid årsskiftet 1999/2000.